# De Sorte Spejdere
De Sorte Spejdere var et radioprogram på DRs P3 med værterne Anders Breinholt og Anders Lund Madsen. Programmet stoppede 19. december 2008 efter at have sendt i fire år, hvor de især i sidste del af deres sendeperiode oplevede stor succes med adskillige priser og høje lyttertal.

## Historie
De Sorte Spejdere sendte første gang søndag den 27. februar 2005. Programmet blev sendt hver søndag som et aftenprogram i timen mellem 23 og 24 (umiddelbart før natradio). Som programmet fik mere succes blev sendetiden ændret til tidligere på dagen mellem kl 8 og 10 og senere mellem kl10 og 12.
Fra 15. januar 2007 og frem til 19. december 2008 var De Sorte Spejdere et fast eftermiddagsprogram med sendetiden 14 til 16, mandag til fredag. Den sidste udsendelse blev sendt fra Langebros brohus i København.

## Indhold
Værterne kaldte programmet "et musikalsk talkshow", men det var den finurlige satire der dominerede. Værterne snakkede meget i munden på hinanden, og programmet havde generelt en improvisatorisk tone. Ofte inddroges produceren Gry Frid Nielsen og redaktionssektretæren, "Filosoffen", Karsten Holt aktivt i programmet. Til tider blev den aktuelle erhvervspraktikant sat til diverse opgaver, f.eks. eftersynkronisering af værterne.
Som en nogenlunde tilbagevendende begivenhed var der hver fredag en gæste-DJ i studiet, som sammensatte lydsiden af dagens program, og som i øvrigt indgik i samtalen mellem værterne. Denne rolle var  primært besat af Kjeld Tolstrup (Kapel Kjeld), men også Kenneth Bager såvel som andre kendte personer som normalt ikke bliver forbundet med DJ hvervet, fx Anders W. Berthelsen.
Som afslutning på programmet afholdt værterne en konkurrence de kaldte "Tillidsbingo". Konkurrencen gik ud på at lytterne lavede deres egne bingoplader med 15 tal fra 1 til 90, og når de mente de havde bingo ringede de ind. Hvis det første ord man sagde når man kom igennem til værterne var "Tillidsbingo", havde man vundet. Præmien bestod af en kort samtale med værterne og en (til tider flere) t-shirts. Tidligere var præmien en mulepose. I programmets ungdom kunne lytterne ikke ringe ind, men kun faxe hvis de havde fået bingo, men dette blev hurtigt ændret. En af de første lyttere der vandt i Tillidsbingo var tilfældigvis musikeren Mike Sheridan.
Fra maj 2007 ringede ringede værterne ofte til Kasper fra Thy for at høre hvordan hans uge havde været. Kasper var en "husven" af programmet, og kontakten blev skabt da han vandt i tillidsbingo d. 2. maj 2007. Anders Breinholt mente at Kasper havde været igennem før, men det afviste Kasper. Samtalen gik forrygende. Anders Breinholt sagde efter samtalen at det var den bedste de havde haft i tillidsbingo. Dagen efter ringede Kasper igen for at komme igennem og hermed var kontakten skabt for alvor. I starten ringede de til Kasper flere gange om ugen, men efterhånden blev det til en fredagsforteelse. Kaspers umiddelbarhed og hans jyske dialekt, var hans varemærke og en grund til at kontakten holdt ved resten af tiden.
Tips fra Hjemmet var et indslag hvor værterne læste læsertips fra ugebladet Hjemmet op for hinanden med sjofle undertoner. Dette indslag blev midlertidigt lagt på hylden i 2007 og erstattet med "Tips fra Ude og Hjemme", da værterne var blevet uvenner med redaktionen på Hjemmet.
Programmet har hentet inspiration hos det engelskproducerede program The Ricky Gervais Show, der blev sendt på radio-stationen Xfm i perioden 2001 til 2005.[kilde mangler]
| Citat  | At lytte til De Sorte Spejdere var som at være fluen på væggen i et lummert drengeværelse, hvor et par knægte prøver at drikke øl i smug og lader munden boble over af den stemning det giver. | Citat |
| Lytter | |       |

## Fund af musikere
I modsætning til mange øvrige programmer på P3 var De Sorte Spejdere ikke bundet af de, af stationen, fastlagte playlister. De havde derfor frit råderum til at vælge hvilken musik de ville spille. Dette medførte flere gange, at kunstnere på få dage gik fra at være totalt ukendte i Danmark, til pludselig at være blandt de mest downloadede i landet.[kilde mangler]
Den dengang fuldstændigt ukendte franske sangerinde Soko's koncert i Danmark blev arrangeret af De Sorte Spejdere, efter at hendes musik var blevet spillet gentagne gange i programmet. Soko gav desuden en minikoncert live i radioen op til sin egentlige koncert.
Den ligeså ukendte singer/songwriter Yoav fik også sit danske gennembrud i programmet da Kjeld Tolstrup medbragte nogle af Yoav's numre. Ligesom Soko gav Yoav også en mini koncert i programmet dagen før han gik på scenen i Lille Vega.

## Priser
| År   | Pris                           | Kategori                          | Anledning            | Arrangør   |
| ---- | ------------------------------ | --------------------------------- | -------------------- | ---------- |
| 2007 | Ekstra Bladets Gyldne Mikrofon | Årets bedste radioværter          | Prix Radio           | Radiodays  |
| 2008 | Zulu Award                     | Årets danske radioprogram         | Zulu Awards '08      | TV 2 Zulu  |
| 2008 | Podcasternes Ærespris          | Danmarks mest downloadede podcast | Podcasterprisen 2008 | Karin Høgh |
| 2008 | Ekstra Bladets Gyldne Mikrofon | Årets bedste radioværter          | Prix Radio           | Radiodays  |
| 2009 | Zulu Award                     | Årets danske radioprogram         | Zulu Awards '09      | TV 2 Zulu  |

## Lyttertal
I sidste kvartal af 2006 lyttede omkring 400.000 med hver søndag formiddag. Da programmet i 2007 begyndte at sende alle hverdage steg lyttertallet – op mod en million trofaste fans hver uge. Derudover var De Sorte Spejderes podcast den mest downloadede danske podcast, da programmet eksisterede. I 2013, fem år efter programmets sidste udsendelse, var det stadig i top ti over de mest populære podcasts fra DR.

## Eftertiden
Efter programmets ophør gik Breinholt til TV2 og lavede GO' morgen Danmark og senere Natholdet, mens Lund Madsen blev på Danmarks Radio hvor han lavede Det Nye Talkshow til 2011. I september 2016 indgik Anders Breinholt og Anders Lund Madsen i et nyt samarbejde. Det nye projekt hed Anders & Anders Podcast, men skal opfattes som en fortsættelse på De Sorte Spejdere. I programmet Vi ses hos Clement, fortalte Anders Breinholt at det ikke var muligt at bruge det gamle navn, da det stadig var Danmarks Radios ejendom.